# Маунт-Гретна-Гайтс (Пенсільванія)
Маунт-Гретна-Гайтс (англ. Mount Gretna Heights) — переписна місцевість (CDP) в США, в окрузі Лебанон штату Пенсільванія. Населення — 297 осіб (2020).

## Географія
Маунт-Гретна-Гайтс розташований за координатами 40°14′56″ пн. ш. 76°27′59″ зх. д. / 40.24889° пн. ш. 76.46639° зх. д. (40.248750, -76.466429).  За даними Бюро перепису населення США в 2010 році переписна місцевість мала площу 0,32 км², уся площа — суходіл.

## Демографія
Згідно з переписом 2010 року, у переписній місцевості мешкали 323 особи в 162 домогосподарствах у складі 92 родин. Густота населення становила 1012 осіб/км².  Було 281 помешкання (880/км²).
Расовий склад населення:
| - 98,1 % — білих - 0,6 % — азіатів |

До двох чи більше рас належало 0,9 %. Частка іспаномовних становила 3,1 % від усіх жителів.
За віковим діапазоном населення розподілялося таким чином: 12,4 % — особи молодші 18 років, 65,3 % — особи у віці 18—64 років, 22,3 % — особи у віці 65 років та старші. Медіана віку мешканця становила 54,4 року. На 100 осіб жіночої статі у переписній місцевості припадало 87,8 чоловіків;  на 100 жінок у віці від 18 років та старших — 83,8 чоловіків також старших 18 років.
Середній дохід на одне домашнє господарство  становив 77 601 долар США (медіана — 55 583), а середній дохід на одну сім'ю — 114 884 долари (медіана — 54 471). За межею бідності перебувало 17,5 % осіб, у тому числі 0,0 % дітей у віці до 18 років та 0,0 % осіб у віці 65 років та старших.
Цивільне працевлаштоване населення становило 127 осіб. Основні галузі зайнятості: освіта, охорона здоров'я та соціальна допомога — 38,6 %, транспорт — 11,0 %, виробництво — 8,7 %.